# Aleš Gadlina
Aleš Gadlina (* 23. dubna 1965, Ostrava-Vítkovice) je český architekt, který se specializuje na atypické rodinné bydlení. Vystudoval Fakultu stavební Vysokého učení technického v Brně. Od roku 1997 provozuje vlastní ateliér Gadline, spojený se stavební firmou.

## Realizace - výběr
- Rodinný dům, Jílové u Prahy[1]
- Rodinný dům, Sulice[2]
- Rodinný dům, Osice
- Rodinný dům, Slivenec[3]
- Rodinný dům, Dolní Břežany[4]

## Galerie

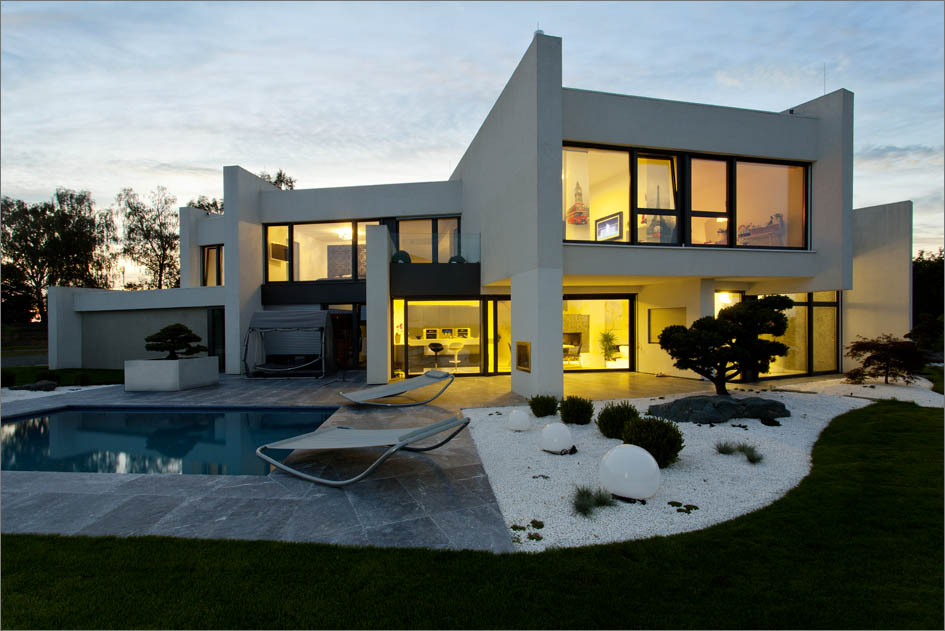
Rodinná vila v Sulicích
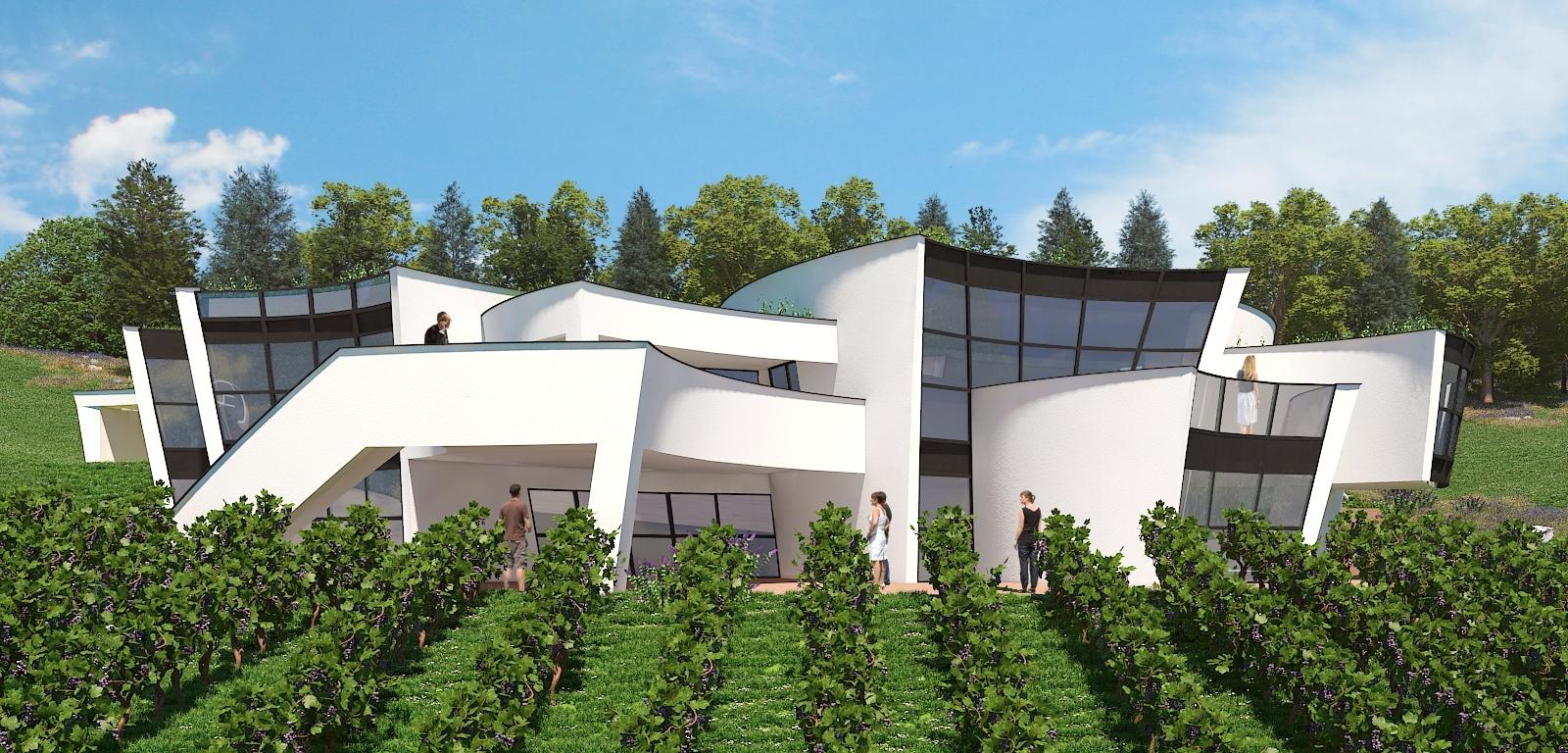
Projekt Vinařství Prosek
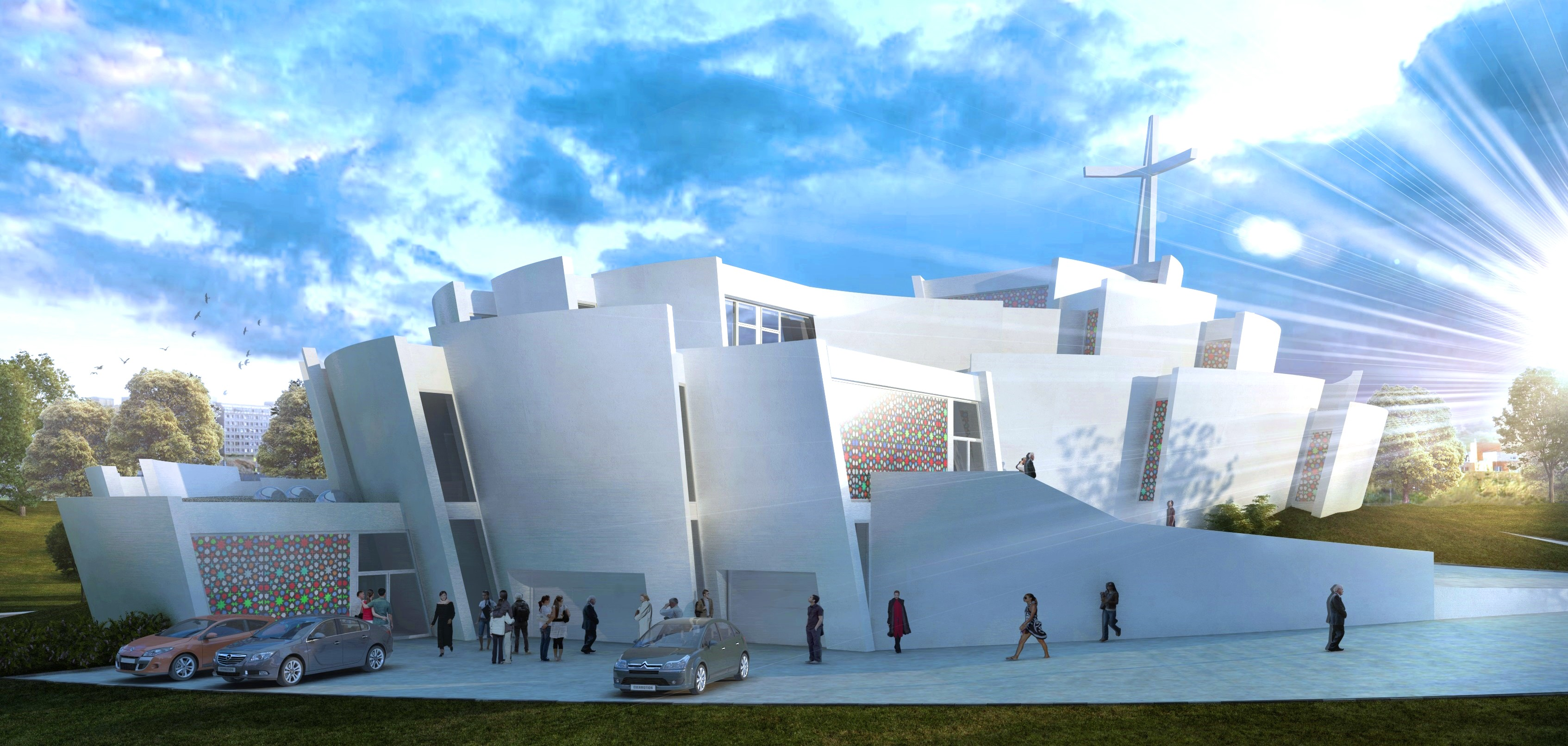
Projekt Komunitního centra Božího milosrdenství s kostelem Sv. Jana Křtitele pro sídliště Černý most v Praze 9

## Ocenění
- Dům roku, 2. a 3. místo, 2014[2]
- Účastník Grand Prix architektů, 2013
- Dům roku, 3. místo, 2011[1]